# Urška Alič
Urška Alič, slovenska gledališka menedžerka in producentka, * 1968
Leta 1997 je ustanovila Špas teater, ki je prvo zasebno gledališče v Sloveniji in producira kakovostne komedije domačih in tujih avtorjev, ki so namenjene širšemu občinstvu. Pred tem je bila sedem let zaposlena v Mestnem gledališču ljubljanskem. Na srednji šoli se je izobrazila za organizatorja kulturnega življenja, v stik z gledališčem pa je prišla na praksi. Je članica uprave fundacije Pustimo jim sanje Danila Türka.

### Zasebno
Junija 2004 se je poročila in nekaj časa nosila priimka Alič Flajnik. Ima odraslega sina.

## Nagrade in nominacije

### Slovenka leta
- 2007: nominacija
- 2016: nominacija

### Viktor
- 2013: za posebne dosežke v letu 2012

### Veuve Clicquot Business Woman Award
- 2018: nominacija za slovensko kandidaturo za regijsko nagrado za podjetnice

### Podjetnik leta (revijaPodjetnik)
- 2007: nominacija